# سعید محمدی
سعید محمدی (زاده ۱۱ فروردین ۱۳۳۷ در تهران) خواننده، آهنگساز، ترانه‌سرا، نوازنده گیتار موسیقی در سبک‌های پاپ و پاپ راک است.

## دوران کودکی و نوجوانی
پدر و مادر وی اهل اراک بودند. از زمان کودکی میل به خوانندگی داشت. با وجود مخالفت خانواده در چهارده سالگی در مسابقات آموزش و پرورش شمیران رتبه نخست را یافت. این موضوع باعث ایجاد انگیزه در او شد. سه سال پس از آن، سعید محمدی در مسابقات رامسر که (پیک تفریحی–آموزشی برای جوانان تمام ایران بود) برنامه اجرا کرد. به دلیل شغل پدرش مدتی با خانواده ساکن خرم‌آباد لرستان بودند و سعید در آن‌جا عضو تیم‌های فوتبال محلات و باشگاهی بود.
آشنایی و همکاری با فریدون فرخزاد در ۱۳۶۰ آغاز دوران کاری تازه‌ای برای سعید بود. با همکاری آن دو آلبوم موسیقی را با ترانه‌های فرخزاد و آهنگ‌های سعید محمدی به شکل زیرزمینی عرضه کردند. سعید محمدی برادر کوچکتر  علی‌اکبر محمدی (خلبان) و بازیکن پیشین باشگاه فوتبال پرسپولیس است که در دوران جنگ ایران و عراق با یک هواپیمای ایرانی به بغداد گریخت.

## مهاجرت به اروپا
سعید محمدی و فریدون فرخزاد برای ادامه کار با یکدیگر به اروپا رفتند. در ۱۳۶۵ به دلایل حرفه‌ای و اختلافات سلیقه‌ای، سعید محمدی از فرخزاد جدا شد و به مدرسه موسیقی در هامبورگ رفت.
به دلیل ضربه روحی از دست دادن برادر بزرگتر، سعید از سال ۱۳۶۶ تا ۱۳۷۱ به مدت ۵ سال از کار هنری دست کشید.

## مهاجرت به آمریکا
سعید محمدی در سال ۱۳۷۲ به ایالات متحده آمریکا مهاجرت کرد. اصرار و تشویق دوستان منجر به تهیه و تولید نخستین آلبوم مستقل سعید به نام چراغ جادو شد. دو سال پس از آن با همکاری و تهیه‌کنندگی خلاق David Betsamo (دیوید بتسامو) دست به تهیه آلبوم آفتاب مهتاب زد. موفقیت این آلبوم با آهنگ‌هایی همچون گل باغ، آتیش پاره، و Lolo Chah Chah که غالباً ریتمیک و کلابی بودند سعید را به عنوان خواننده و آهنگساز و ترانه‌سرا معرفی کرد. او با ساختن دو آهنگ جونی جونوم و ایران برای لیلا فروهر و سکوت شکسته با صدای منصور و پس از آن بیشتر خواننده‌های ایرانی لس آنجلس، شناخته شد. سعید محمدی در سال ۲۰۰۶ آلبوم برنده و آهنگ دیار را بیرون داد.

## ترانه‌شناسی
- چراغ جادو (۱۳۷۳)

| نام ترانه      | ترانه‌سرا   | آهنگساز    | تنظیم      |
| -------------- | ---------- | ---------- | ---------- |
| مرد خسته       | سعید محمدی | سعید محمدی | اریک       |
| قطره قطره      | سعید محمدی | سعید محمدی | اریک       |
| کوچه           | سعید محمدی | سعید محمدی | آرمن       |
| پشیمان         | سعید محمدی | سعید محمدی | اریک       |
| چراغ جادو      | سعید محمدی | سعید محمدی | سعید محمدی |
| سکوت خانه      | سعید محمدی | سعید محمدی | اریک       |
| عشق من تو هستی | سعید محمدی | سعید محمدی | سعید محمدی |
| چاچاچا         | سعید محمدی | سعید محمدی | سعید محمدی |

- آفتاب مهتاب (۱۳۷۵)

| نام ترانه      | ترانه‌سرا   | آهنگساز    | تنظیم         |
| -------------- | ---------- | ---------- | ------------- |
| گل باغ         | سعید محمدی | سعید محمدی | دیوید بتسامو  |
| رگا رگا        | سعید محمدی | سعید محمدی | دیوید بتسامو  |
| آتیش پاره      | سعید محمدی | سعید محمدی | شوبرت آواکیان |
| روز و روزگار   | سعید محمدی | سعید محمدی | شوبرت آواکیان |
| آفتاب مهتاب    | سعید محمدی | سعید محمدی | فرد میرزا     |
| لو لو چه چه    | سعید محمدی | سعید محمدی | دیوید بتسامو  |
| بگو دوستت دارم | سعید محمدی | سعید محمدی | دیوید بتسامو  |
| دختر تنها      | سعید محمدی | سعید محمدی | دیوید بتسامو  |

- چشم به راه (۱۳۷۹)

| نام ترانه       | ترانه‌سرا   | آهنگساز    | تنظیم         |
| --------------- | ---------- | ---------- | ------------- |
| چشم به راه      | سعید محمدی | سعید محمدی | دیوید بتسامو  |
| السون و ولسون   | سعید محمدی | سعید محمدی | دیوید بتسامو  |
| بالا بالا       | سعید محمدی | سعید محمدی | شوبرت آواکیان |
| دلسنگ           | سعید محمدی | سعید محمدی | شوبرت آواکیان |
| عشق اولین       | سعید محمدی | سعید محمدی | شوبرت آواکیان |
| عروسی           | سعید محمدی | سعید محمدی | شوبرت آواکیان |
| چشم چشم دو ابرو | سعید محمدی | سعید محمدی | دیوید بتسامو  |
| یادگار          | سعید محمدی | سعید محمدی | دیوید بتسامو  |

- آسمون آبی (۱۳۸۱)

| نام ترانه | ترانه‌سرا   | آهنگساز    | تنظیم        |
| --------- | ---------- | ---------- | ------------ |
| آسمون آبی | سعید محمدی | سعید محمدی | دیوید بتسامو |
| پونه      | سعید محمدی | سعید محمدی | دیوید بتسامو |
| زلیخا     | سعید محمدی | سعید محمدی | دیوید بتسامو |
| اما نمی‌شه | سعید محمدی | سعید محمدی | دیوید بتسامو |
| باغ عشق   | سعید محمدی | سعید محمدی | دیوید بتسامو |
| ماه من    | سعید محمدی | سعید محمدی | دیوید بتسامو |
| تلفن      | سعید محمدی | سعید محمدی | دیوید بتسامو |
| پستچی     | سعید محمدی | سعید محمدی | دیوید بتسامو |

- پرسپولیس (۱۳۸۱)

- برنده (تابستان ۱۳۸۵)

| نام ترانه   | ترانه‌سرا                   | آهنگساز    | تنظیم         |
| ----------- | -------------------------- | ---------- | ------------- |
| برنده       | سعید محمدی                 | سعید محمدی | اندی جی       |
| آرزو        | سعید محمدی                 | سعید محمدی | کامرون کارتیو |
| دیار        | سعید محمدی                 | سعید محمدی | اندی جی       |
| نگو خداحافظ | سعید محمدی و شیدا          | سعید محمدی | اندی جی       |
| بازنده      | عرفان سلیمی                | سعید محمدی | اندی جی       |
| باد و بید   | سعید محمدی                 | سعید محمدی | اندی جی       |
| باغ ستاره   | سعید محمدی و فریدون فرخزاد | سعید محمدی | محمد ستاری    |
| خواب موندی  | پویا                       | سعید محمدی | اندی جی       |

- دوستان (۱۳۸۷)

| نام ترانه   | ترانه‌سرا   | آهنگساز    | تنظیم          |
| ----------- | ---------- | ---------- | -------------- |
| ایمیل       | سعید محمدی | سعید محمدی | اروین خاچیکیان |
| درخت بی‌سایه | سعید محمدی | سعید محمدی | اروین خاچیکیان |

- همیشه دیر (۱۳۹۱)

| نام ترانه       | ترانه‌سرا          | آهنگساز                | تنظیم        |
| --------------- | ----------------- | ---------------------- | ------------ |
| اشک ماهی        | سعید محمدی        | سعید محمدی             | سعید زمانی   |
| به خاطر خودت    | عرفان سلیمی       | سعید محمدی             | حسین سیاح    |
| لیلی و مجنون    | انوش و سعید محمدی | انوش و سعید محمدی      | سعید زمانی   |
| فقط با تو       | سعید محمدی        | سعید محمدی             | سعید زمانی   |
| عشق من          | سعید محمدی        | سعید محمدی             | شایان امیری  |
| برگرد           | سعید محمدی        | آیدین بهزادی           | آیدین بهزادی |
| دختر ایران زمین | مستانه پرندیان    | آیدین بهزادی           | آیدین بهزادی |
| امشب شبه منه    | سعید محمدی        | سعید محمدی و فرد میرزا | فرد میرزا    |
| لجباز           | سعید محمدی        | سعید محمدی             | سعید زمانی   |
| اون منم         | سعید محمدی        | سعید محمدی             | سعید زمانی   |
| پاپا            | paul anka         | paul anka              | حسین سیاح    |
| دستهای من       | سعید محمدی        | سعید محمدی             | فرهاد زمانی  |

## تک‌آهنگ‌ها
| نام ترانه        | ترانه‌سرا    | آهنگساز    | تنظیم                            |
| ---------------- | ----------- | ---------- | -------------------------------- |
| اما تو چیز دیگری |             |            |                                  |
| ته قصه عشق       |             |            |                                  |
| هفت سین          | محسن شیرالی | سعید محمدی | سعید محمدی                       |
| دوباره‌ها         |             |            |                                  |
| به یاد طوفان     |             | آرتین      | حسین موسوی                       |
| دستهام           | سعید محمدی  | سعید محمدی | فرهاد زمانی www.farhadzamani.com |
| ولنتاین          |             |            |                                  |
| لی و لی          | سعید محمدی  | سعید محمدی | فرید صدیقی                       |
| شاتوت            | سعید محمدی  | سعید محمدی | سعید مقدس                        |